# Isabel Costes i Rodríguez
Isabel Costes i Rodríguez   (Amposta) és una directora d'orquestra catalana, que exerceix com a directora musical i artística de l'Orquestra Simfònica de l'Atlàntic des de 2006. És la fundadora i directora del Certamen Internacional de Sarsuela de Valleseco (Gran Canària), la directora artística del Festival de Sarsuela i Música Espanyola de La Palma i la fundadora de l'Orquestra Simfònica Illa de La Palma.
És llicenciada en Història de l'Art i ha publicat articles especialitzats en música i didàctica. També és cofundadora del Consell Català de la Música.

## Biografia
Isabel Costes va finalitzar a Barcelona els estudis superiors de clarinet, mentre que a València va estudiar en el Conservatori Superior de Música les carreres de Composició, Direcció de Cors i Direcció d'Orquestra amb el mestre valencià Manuel Galduf.
L'any 2000 va fundar l'Orquestra Simfònica Illa de la Palma i fins al 2003 va assumir la direcció del Festival de Música, Dansa i Teatre de l'illa. Posteriorment, l'Orquestra Simfònica de La Palma es va reconvertir en una iniciativa de titularitat privada, donant lloc a l'Orquestra Simfònica de l'Atlàntic, que va fer la seva presentació el gener de 2006 en el Teatre Atlántida d'Arrecife (Lanzarote). Reuneix músics de diferent procedència dintre del territori canari i té, entre els seus objectius, fomentar el gust per la música entre el jovent i promocionar nous valors. El 2014 es va posar al capdavant de la direcció musical i artística de la primera versió d'El amor brujo (Manuel de Falla, 1915) amb escenografia de l'artista plàstic i escultor grancanari Pepe Dámaso.
Des del 2015, ostenta el càrrec de directora artística del Festival de Música Espanyola i Sarsuela de La Palma. Aquell mateix any va dirigir l'Orquestra de l'Atlàntic en el programa cultural organitzat per l'ajuntament de Las Palmas de Gran Canaria i que va ser retransmès la Nit de Finaos per la delegació canària de Televisió Espanyola.
El 2020 va exercir, al costat de la directora brasilera resident a Alemanya Andrea Botelho, la coordinació per a Europa de la posada en marxa del III Simposi Internacional "Women Conductors", amb la participació de 986 directores procedents de 38 països. Aquesta trobada té com a finalitat visibilizar les dones directores d'orquestra.
Costes ha dirigit diverses agrupacions musicals, entre elles, l'Orquestra Filharmònica de Montevideo, l'Orquestra del Teatre Nacional Claudio Santoro de Brasília, l'Orquestra Simfònica de Porto Alegre, l'Orquestra de València, la Banda Municipal de Barcelona, l'Orquestra de Russe, l'Orquestra de Tuttlingen. la Jove Orquestra Simfònica de Barcelona, l'Orquestra Simfònica del Conservatori de Lleida i l'Orquestra Simfònica de l'Illa de la Palma (sent-ne titular de les tres darreres); així com també ha actuat en diversos festivals i concursos internacionals.